# Club Atlético Arsenal (Llavallol)
El Club Atlético Arsenal, más conocido como Arsenal de Llavallol, es un club de fútbol fundado el 12 de octubre de 1948, en la ciudad de Llavallol, en el conurbano bonaerense. Originario de la zona de Lomas de Zamora, creado para participar en los Torneos Evita. Fue filial del Club Atlético Boca Juniors desde 1962 hasta 1968, cuando cesaron las actividades del club tras haberle sido expropiados sus terrenos. El 4 de marzo de 2024 fue refundado. Actualmente juega en la Liga Metropolitana de Fútbol de San Vicente.

## Historia
En la década de los '50 los campeonatos Evita alzaron un brillo especial. A la ceremonia final asistía el presidente de la Nación con sus ministros. Surgieron campeones e ídolos populares de diversos deportes, incluyendo el fútbol. En ese marco, surgió este club, de cuyas filas surgieron figuras como Antonio Angelillo, Vladislao Cap y Humberto Maschio.
La provincia de Buenos Aires le cedió a Arsenal unos terrenos en el predio Santa Catalina de Llavallol, hoy esquina Boulevard Santa Catalina y Libres del Sud, donde desarrolló sus actividades y erigió su cancha.
El estadio se construyó con tribunas de cemento y los vestuarios se hicieron con construcciones prefabricadas. Con esta estructura física e institucional no sorprendió el pedido para participar en los campeonatos de Tercera División de Ascenso, última categoría del ascenso de la Asociación del Fútbol Argentino (AFA).

### Arsenal juega en la AFA
Esta afiliación fue aceptada en 1952. En ese torneo el campeón fue el Club Flandria, mientras que Arsenal obtuvo 16 puntos; 1953 no fue trascendente ya que el equipo de Llavallol salió sexto entre siete equipos.
En 1954, si bien ocupó la 5.ª posición del torneo, Arsenal ascendió a Segunda de Ascenso junto al campeón del torneo, Sacachispas Fútbol Club. Ello ocurrió porque Arsenal tenía las condiciones reglamentarias (socios y estadio) para jugar en la categorìa superior y así lo peticionó. Ese año instaló el club su Secretaría en la esquina de Santa Catalina y Libres del Sur, según lo establecido por boletín de AFA el 1 de septiembre. En la nueva categoría militó por unos años hasta que, con marcada irregularidad, retomó a la Tercera de Ascenso en 1958. No solo padeció el descenso, sino que en 1959 se desafilió luego de disputar las primeras 14 fechas. Recién volvió a los torneos oficiales en 1962, con una campaña irregular que no le permitió clasificar para el Reducido en busca del ascenso, ocurriéndole lo mismo en 1963.

### Filial deBoca Juniors

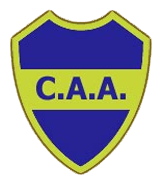
Escudo del Arsenal de Llavallol (como Filial de Boca Juniors).

En 1964 renació nuevamente y logró el campeonato de la última categoría, denominada por entonces Primera de Aficionados, tras ganarle a Ituzaingó en cancha de Nueva Chicago en un partido de desempate. Entre sus triunfos en esa temporada registró un 12 a 1 ante Tristán Suárez. Este ascenso fue facilitado por la compra por parte de Boca Juniors de las instalaciones y dependencias del equipo de Llavallol. Fue tan fuerte el convenio que ya para estos años la camiseta de Arsenal dejó de ser amarilla y marrón para pasar a ser la de Boca Juniors (azul y amarilla). “Arsenal es producto de la Escuela de Fútbol que ha montado Boca Juniors. Es propiedad boquense desde 1962. En las tres temporadas esta sucursal ha costado cerca de 7 millones de pesos. Adolfo Pedernera es su director ”, reflejó El Gráfico en 1964.[cita requerida] Ya ese equipo que había nacido en los Torneos Evita pasó a ser el primer club filial de la Argentina[cita requerida] de manera legal cuando el presidente boquense Alberto J. Armando, el máximo representante de "los pibes de Llavallol" Aníbal Díaz y el abogado Damonte Taborda cerraron el convenio. Entre los jugadores que jugaron en Arsenal en esta época se destacaron Ángel Clemente Rojas, Rubén Magdalena, Ricardo Alfredo Sotelo y Perandones, entre otros. El año en que más cerca estuvo de llegar a la B fue en 1967, cuando jugó la Reclasificación.

### Desaparición
Temporada De Primera C 1962/63 9° (Desaparecido En La Fecha 25) 
Jugó en la Primera División "C" sin demasiado brillo hasta 1968. En ese año 1968 el gobierno de la Provincia de Buenos Aires le pidió las tierras que le había cedido en comodato el gobierno de Perón. Boca adquirió La Candela, convirtiéndose en el lugar de entrenamiento de sus divisiones menores, y descuidó a Arsenal, cuyo estadio fue destruido y su desafiliación de la AFA quedó consumada. Sin recursos propios y luego de un frustrado intento de fusión con el Club Juventud de Llavallol, el club se disolvió.

### Refundación
El 4 de marzo de 2024 fue refundado. Actualmente juega en la Liga Metropolitana de Fútbol de San Vicente.
Sale campeón de la Zona Campeonato de la Asociación Metropolitana de San Vicente 2024 en Primera División y en Tercera División, consiguiendo el ascenso a la Zona Elite Prefederal para el año 2025. También le fue otorgado el Premio Fair Play por ser el equipo con mejor comportamiento.
Para 2025, presentaron una carta de intención para participar en la edición de ese año del torneo Promocional Amateur aunque no fue admitido. Se espera que para 2026 pueda participar del mencionado torneo.

## Camiseta
Amarilla y marrón a bastones verticales. Al convertirse en filial de Boca Juniors en 1962, pasó a utilizar una similar al del club de la Ribera hasta su desaparición.
| 1948-62 | 1962-68 |

Amarilla y marrón a bastones verticales desde su refundación en 2024.

## Goleadas

### A favor
- En Primera C: 5-1 a Justo José de Urquiza en 1956
- En Primera D: 12-1 a Tristán Suárez en 1964

### En contra
- En Primera C: 1-7 vs Talleres (RE) en 1967
- En Primera D: 0-7 vs Brown en 1952

## Datos del club
- Temporadas en 1.ª: 0
- Temporadas en 2.ª: 0
- Temporadas en 3.ª: 7 (1955-1957; 1965-1968)
- Temporadas en 4.ª: 8 (1952-1954; 1958-1959; 1962-1964)

## Planteles
1955Bordón; Garbagnati y Ausoberry; Gentile, Garcés y Norberto Schiro; Goroso, Villegas, Angelillo, Pittolo y García.

## Glorias
- En la institución surgieron jugadores destacados[3] como:
  - Humberto Maschio[4]
  - Vladislao Cap[1]
  - Ángel Clemente Rojas[2]
  - Antonio Angelillo[5]
  - Rubén Magdalena[5]
  - Miguel Ubaldo Ignomiriello como entrenador de dicho equipo en el año 1960 fue primer ayudante de Enrique Omar Sivori en el seleccionado argentino camino al Mundial de Alemania 1974 junto a Jose Maria Silvero.
  - Oscar Antonio Pianetti[5]
  - Ricardo Alfredo Sotelo
  - Juan Carlos Contardi
  - David Ezequiel Ludueña
  - Gaston Ariel Ybalo
  - Osvaldo Mario Perez

### Títulos
- Cuarta categoría del fútbol argentino (1): Primera de Aficionados 1964